# Palo Blanco, Isla
Palo Blanco är en ort i Mexiko.   Den ligger i kommunen Isla och delstaten Veracruz, i den sydöstra delen av landet, 400 km öster om huvudstaden Mexico City. Palo Blanco ligger 24 meter över havet och antalet invånare är 175.
Terrängen runt Palo Blanco är platt. Runt Palo Blanco är det ganska glesbefolkat, med 42 invånare per kvadratkilometer. Närmaste större samhälle är Francisco I. Madero, 15,8 km norr om Palo Blanco. Omgivningarna runt Palo Blanco är en mosaik av jordbruksmark och naturlig växtlighet.